# Jewell Jones

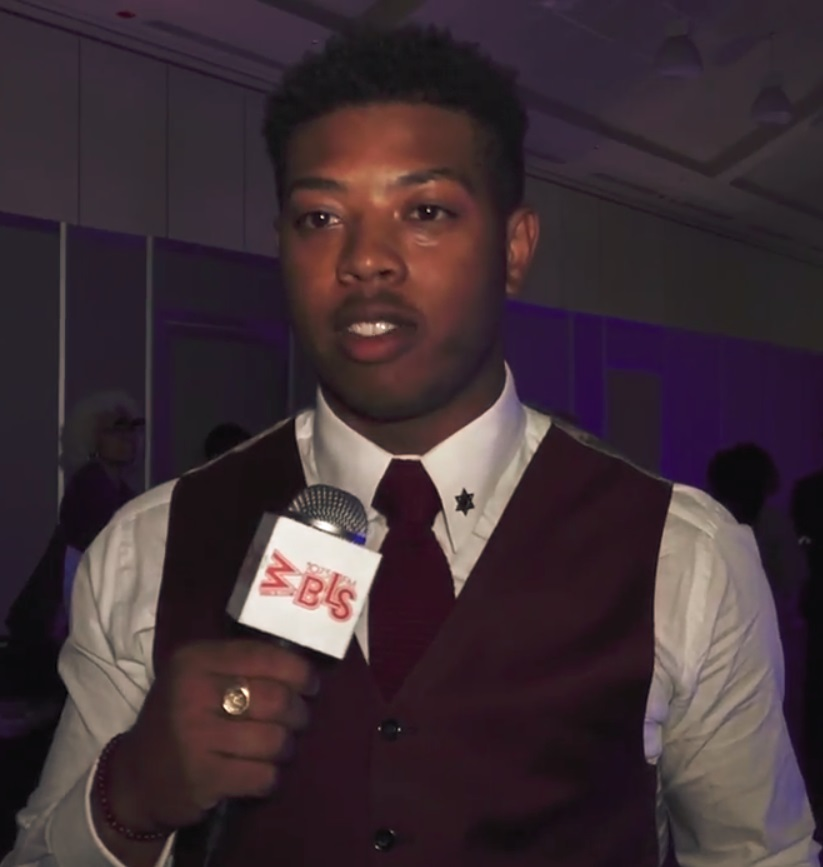
Jewell Jones (2017)

Jewell Jones (* 11. April 1995) ist ein amerikanischer Politiker der Demokratischen Partei und vertritt seit dem 1. Januar 2017 den 11. Wahlbezirk im Repräsentantenhaus von Michigan. Jones erhielt 2021 nationale Aufmerksamkeit aufgrund mehrfacher Verhaftungen wegen Fahrens unter Alkoholeinfluss.

## Werdegang
Jones besuchte die Universität Michigan-Dearborn, wo er Wirtschaft und Politikwissenschaften studierte. Vor seiner Zeit als Abgeordneter war er Mitglied des Stadtrates sowie der Handelskammer von Inkster. Anschließend wurde er 2016 für den 11. Wahlbezirk des Repräsentantenhauses von Michigan gewählt. Zum Zeitpunkt seiner Erstwahl war er dessen jüngstes Mitglied.

## Skandale
Am 26. Mai 2018 wurde Jones von der Polizei wegen Geschwindigkeitsüberschreitung, getönten Scheiben und dem manipulieren des Nummernschildes angehalten. Es konnte nicht genau bestimmt werden, ob er unter Alkoholeinfluss stand, weshalb er nicht verhaftet wurde.
Am 6. April 2021 wurde Jones verhaftet im Zusammenhang mit einem Autounfall. Jones leistete Widerstand gegen die Verhaftung und drohte den Polizisten damit, dass er aufgrund seines Amtes die Gouverneurin Gretchen Whitmer wegen des Vorfalls anrufen werde. Diese Auseinandersetzung wurde von den Kameras der Polizisten aufgezeichnet und von verschiedenen Nachrichtenorganisationen gezeigt. Er wurde wegen Widerstand gegen eine Verhaftung, Fahren unter Alkoholeinfluss, dem Besitz einer Schusswaffe unter Alkoholeinfluss und gefährlichen Fahrens angeklagt. Jones wurde nach dem leisten einer Kaution bis zu seinem Gerichtstermin freigelassen.
Am 15. September 2021 wurde Jones erneut wegen des mehrfachen Verletzens seiner Freilassungsbedingungen verhaftet. Im Gefängnis wurde, befestigt an seiner Fußsohle, ein Handschellenschlüssel gefunden. Aufgrund dessen wurde er zusätzlich wegen des Versuchs, aus der Inhaftierung zu fliehen, und dem Schmuggeln einer gefährlichen Waffe angeklagt.